# 생체에너지학

아데노신 삼인산(ATP)의 구조

생체에너지학(영어: bioenergetics)은 생체에서의 에너지 변환과 관련된 생화학 및 세포생물학의 한 분야이다. 생물에너지학이라고도 한다. 생체에너지학은 살아 있는 생명체에서 에너지 변환에 관한 연구, 세포 호흡과 같은 수천 가지의 다른 세포 과정에 대한 연구, 아데노신 삼인산(ATP) 분자와 같은 형태의 에너지의 생산과 이용으로 이어지는 많은 다른 대사 및 효소적 과정에 대한 연구를 포함하는 생물학적 연구가 활발한 영역이다. 즉, 생체에너지학의 목표는 살아 있는 생물이 생물학적 일을 수행하기 위해 에너지를 획득하고 변환하는 방법을 설명하는 것이다. 따라서 대사 경로에 대한 연구는 생체에너지학에 필수적이다.

## 개관
생체에너지학은 생물에서 발견되는 분자의 화학 결합을 만들고 끊는 데 관여하는 에너지와 관련된 생화학의 하위 분야이다. 생체에너지학은 또한 살아 있는 생물에서 에너지 관계와 에너지 변환에 대한 연구로 정의될 수 있다. 다양한 대사 경로에서 에너지를 활용하는 능력은 모든 살아 있는 생물들의 특성이다. 에너지의 역할은 그러한 생물학적 과정의 기본이기 때문에 생장, 발생, 동화작용 및 이화작용은 생물 연구에서 중심적 과정의 일부이다. 생명 활동은 에너지 변환에 의존한다. 살아 있는 생물은 살아 있는 세포와 외부 환경 간의 에너지 교환으로 인해 생존한다. 독립영양생물과 같은 일부 생물은 영양분을 섭취하고 분해할 필요 없이 광합성을 통해 햇빛으로부터 에너지를 얻을 수 있다. 종속영양생물과 같은 다른 생물은 해당과정 및 시트르산 회로와 같은 대사 과정에서 영양소의 화학 결합을 분해하여 에너지를 얻을 수 있도록 음식물로부터 영양소를 섭취해야 한다. 중요하게도, 열역학 제1법칙의 직접적인 결과로 독립영양생물과 종속영양생물은 보편적인 대사 네트워크에 참여한다. 종속영양생물은 독립영양생물(예: 식물)을 먹음으로써 식물이 광합성으로 저장한 에너지를 이용한다.
살아 있는 생물에서 화학 결합은 에너지 교환 및 변환의 일부로 끊어지고 만들어진다. 약한 결합이 끊어지고 더 강한 결합이 만들어질 때 에너지는 일(예: 기계적인 일) 또는 기타 과정(예: 화학 합성 및 생장에서의 동화 과정)에 사용될 수 있다. 더 강한 결합을 생성하면 사용 가능한 에너지를 방출할 수 있다.
아데노신 삼인산(ATP)은 생물에서 중요한 "에너지 화폐"이다. 대사 및 이화 과정의 목표는 사용 가능한 출발 물질(환경으로부터)로부터 ATP를 합성하고 생물학적 과정에서 ATP를 아데노신 이인산(ADP) 및 무기 인산염으로 분해하는 것이다. 세포에서 ATP 대 ADP의 농도의 비율은 세포의 "에너지 충전"으로 알려져 있다. 세포는 이 에너지 충전을 사용하여 세포의 요구 사항에 대한 정보를 전달할 수 있다. 사용 가능한 ADP보다 ATP가 많으면 세포는 ATP를 사용하여 일을 수행할 수 있고, 사용 가능한 ATP보다 ADP가 많으면 세포는 산화적 인산화를 통해 ATP를 합성해야 한다.
살아 있는 생물은 주로 산화적 인산화를 통해 ATP를 생성한다. ATP의 말단 인산 결합은 상대적으로 약한 결합으로 ATP가 ADP와 무기 인산으로 가수분해될 때 절단되어 에너지를 방출한다. 여기서 에너지의 방출을 초래하는 것은 열역학적으로 유리한 가수분해의 자유 에너지이다. 말단 인산기와 ATP 분자의 나머지 부분 사이의 인산 무수 결합 자체는 이 에너지를 포함하지 않는다. 생물의 ATP 비축량은 세포에서 에너지를 저장하는 배터리로 사용된다. 이러한 화학 결합 재배열로 인한 화학 에너지의 활용은 모든 생물체의 생물학적 과정을 강화시킨다.
살아 있는 생물은 유기물 및 무기물로부터 에너지를 얻는다. 즉, ATP는 다양한 생화학적 전구체로부터 합성될 수 있다. 예를 들어 무기영양생물은 아질산염과 같은 무기염류나 황, 아황산염, 황화 수소와 같은 황 형태를 산화시켜 ATP를 생성할 수 있다. 광합성에서 독립영양생물은 빛 에너지를 사용하여 ATP를 생산하는 반면, 종속영양생물은 주로 탄수화물, 지방, 단백질을 포함한 유기 화합물을 섭취해야 한다. 생물이 실제로 획득하는 에너지의 양은 소화, 대사 및 열발생에서의 에너지 손실 때문에 음식물이 연소될 때 방출되는 에너지 양보다 적다.
생물이 섭취하는 물질은 일반적으로 산소와 결합하여 에너지를 방출하지만, 일부는 다양한 생물들에 의해 혐기적으로 산화될 수 있다. 이러한 물질의 활용은 영양소가 산소와 반응하기 때문에 느린 연소의 한 형태(물질은 생물이 실제로 불을 일으키지 않을만큼 충분히 천천히 산화됨)이다. 산화는 에너지를 방출하며, 이는 열로 전환되거나 생물이 생존에 필요한 화학 반응을 수행하기 위해 다른 화학 결합을 끊는 것과 같은 다른 목적을 위해 사용될 수 있다.

## 반응의 유형
- 에너지 방출반응은 에너지를 방출하는 자발적인 화학 반응이다.[4] 에너지방출반응은 열역학적으로 선호되며 음의 ΔG(깁스 자유 에너지) 값으로 표시된다. 반응 과정에서 에너지가 투입되어야 하며, 이 활성화 에너지는 반응물을 안정한 정상 상태에서 에너지적으로 매우 불안정한 전이 상태로, 에너지가 낮은 보다 안정적인 상태로 전환(반응 좌표 참조)시킨다. 반응물은 일반적으로 더 단순한 생성물로 분해되는 복잡한 분자이다. 전체 반응은 일반적으로 이화작용이다.[13] 반응물의 에너지가 생성물의 에너지보다 높기 때문에 에너지의 방출(깁스 자유 에너지라고 함)은 음(즉, −ΔG)이다.
- 에너지 흡수반응은 에너지를 흡수하는 동화작용의 화학 반응이다.[3] 에너지흡수반응은 에너지방출반응의 반대 과정이다. 생성물이 제공하는 에너지보다 반응물의 결합을 끊는 데 더 많은 에너지를 필요로 하기 때문에 양의 ΔG 값(즉, 생성물은 반응물보다 결합이 더 약함)을 갖는다. 따라서 에너지흡수반응은 열역학적으로 선호되지 않는다. 그리고 에너지흡수반응은 일반적으로 동화작용이다.[14]

반응에서 얻거나 잃는 자유 에너지(ΔG)는 다음과 같이 계산할 수 있다.
ΔG = ΔH − TΔS
여기서 ∆G = 깁스 자유 에너지, ∆H = 엔탈피, T = 온도(켈빈 단위), ∆S = 엔트로피.

## 주요 생체에너지학 관련 과정의 예
- 해당과정은 포도당을 피루브산으로 분해하는 과정으로 이 과정에서 포도당 1분자당 2분자의 ATP가 순생성된다.[16] 세포에서 ADP보다 ATP의 농도가 더 높을 때(즉, 높은 에너지 충전을 가지는 상태) 세포는 생물학적 일을 수행하기 위해 사용 가능한 포도당으로부터 에너지를 방출하는 해당과정을 수행하지 않는다. 피루브산은 해당과정의 산물이며 세포가 필요로 하는 다른 대사 경로(예: 포도당신생합성 등)로 이동할 수 있다. 또한 해당과정은 NADH(니코틴아마이드 아데닌 다이뉴클레오타이드)의 형태로 환원 당량을 생성하며, NADH는 궁극적으로 전자전달계에 전자를 제공하는 데 사용된다.

- 포도당신생합성은 해당과정의 반대 과정이다. 세포의 에너지 수준이 낮을 때(ADP의 농도가 ATP의 농도보다 높음) 세포는 단백질, 아미노산, 지방, 피루브산 등과 같은 탄소를 함유한 생체분자들로부터 포도당을 합성해야 한다.[17] 예를 들어, 단백질은 아미노산으로 분해될 수 있으며, 이러한 단순한 탄소 골격은 포도당을 합성하는 데 사용된다.

- 시트르산 회로는 세포 호흡의 과정으로, 시트르산 회로의 첫 번째 반응은 피루브산 탈수소효소로부터 합성된 아세틸-CoA가 옥살로아세트산과 반응하여 시트르산을 생성하는 것이다.[18] 나머지 8개의 반응들은 다른 탄소 함유 대사 산물을 생성한다. 이러한 대사 산물들은 연속적으로 산화되며, 산화 과정에서 발생하는 자유 에너지는 환원된 조효소인 NADH 및 FADH2의 형태로 보존된다.[19] 이러한 환원된 전자 운반체는 전자를 전자전달계로 전달할 때 재산화될 수 있다.

- 케토시스는 세포에서 케톤체가 에너지로 사용(포도당을 사용하는 대신에)되는 대사 과정이다. 포도당 수치가 낮을 때(예: 기아 상태) 세포는 보통 에너지원으로 케톤체를 사용한다.[20]

- 산화적 인산화 및 전자전달계는 NADH, FADH2, NADPH와 같은 환원 당량을 사용하여 전자전달계에서 일어나는 일련의 산화환원반응에 전자를 전달하는 과정이다.[21][22] 이러한 산화환원반응은 미토콘드리아 막 내에 위치한 효소 복합체에서 일어난다. 이들 산화환원반응은 전자를 양성자 구동력과 짝지어진 전자전달계로 전달한다. 미토콘드리아 기질과 막 사이 공간의 양성자 농도 차이는 ATP 생성효소를 통해 ATP를 합성하는 데 사용된다.

- 생체에너지학의 또 다른 주요 과정인 광합성은 이산화 탄소와 물로부터 포도당을 합성하기 위해 태양 에너지를 사용하는 식물이 사용하는 대사 경로이다. 광합성은 엽록체 및 광합성 세균에서 일어난다. 광합성 과정에서 식물 세포는 광인산화를 통해 ATP를 생성할 수 있다.[21]

## 공동수송
1960년 8월에 로버트 K. 크레인은 장내 포도당 흡수 메커니즘으로서 Na+-포도당 공동수송의 발견을 처음으로 발표했다. 크레인의 공동수송의 발견은 생물학에서 짝지어진 흐름에 대한 최초의 제안이었으며, 20세기의 탄수화물 흡수에 관한 가장 중요한 사건이었다.

## 화학삼투설
생체에너지학의 주요 성과 중 하나는 미토콘드리아와 같은 세포소기관에서 ATP의 생성에 수용액의 양성자가 어떻게 기능하는 지에 대한 피터 D. 미첼의 화학삼투설이다. 이러한 공로로 미첼은 1978년에 노벨 화학상을 수상했다. 해당과정에서와 같이 기질수준 인산화에 의한 ATP의 생성 과정이 먼저 이해되었지만, 효소의 활성을 ATP 생성과 직접적으로 연결하는 기질수준 인산화는 대부분의 산소 호흡을 하는 세포에서 ATP를 다량으로 생성하는 주된 과정은 아니다. 화학삼투적 인산화는 대부분의 세포에서 주요 에너지 생성 과정이며 미토콘드리아 외에도 엽록체 및 여러 단세포 생물에서 사용된다.

## 에너지 균형
에너지 항상성은 생명 시스템에서 음식물의 섭취를 통해 얻은 에너지와 에너지 소비의 차이인 에너지 균형에 대한 항상성의 조절 과정이다.

## 같이 보기
- 세포 호흡
- 광합성
- ATP 생성효소
- 능동수송
- 미오신
- 운동생리학
- 표준 깁스 자유 형성 에너지

## 더 읽을거리
- Albert L. Lehninger (1971). 《Bioenergetics: The Molecular Basis of Biological Energy Transformations》 2판. Addison-Wesley. ISBN 0-8053-6103-0.
- Nicholls, David G.; Ferguson, Stuart J. (2002). 《Bioenergetics》 3판. Academic Press. ISBN 0-12-518124-8.
- Green DE, Zande HD (September 1981). “Universal energy principle of biological systems and the unity of bioenergetics”. 《Proc. Natl. Acad. Sci. U.S.A.》 78 (9): 5344–7. Bibcode:1981PNAS...78.5344G. doi:10.1073/pnas.78.9.5344. PMC 348741. PMID 6946475.